# Les Derhosn

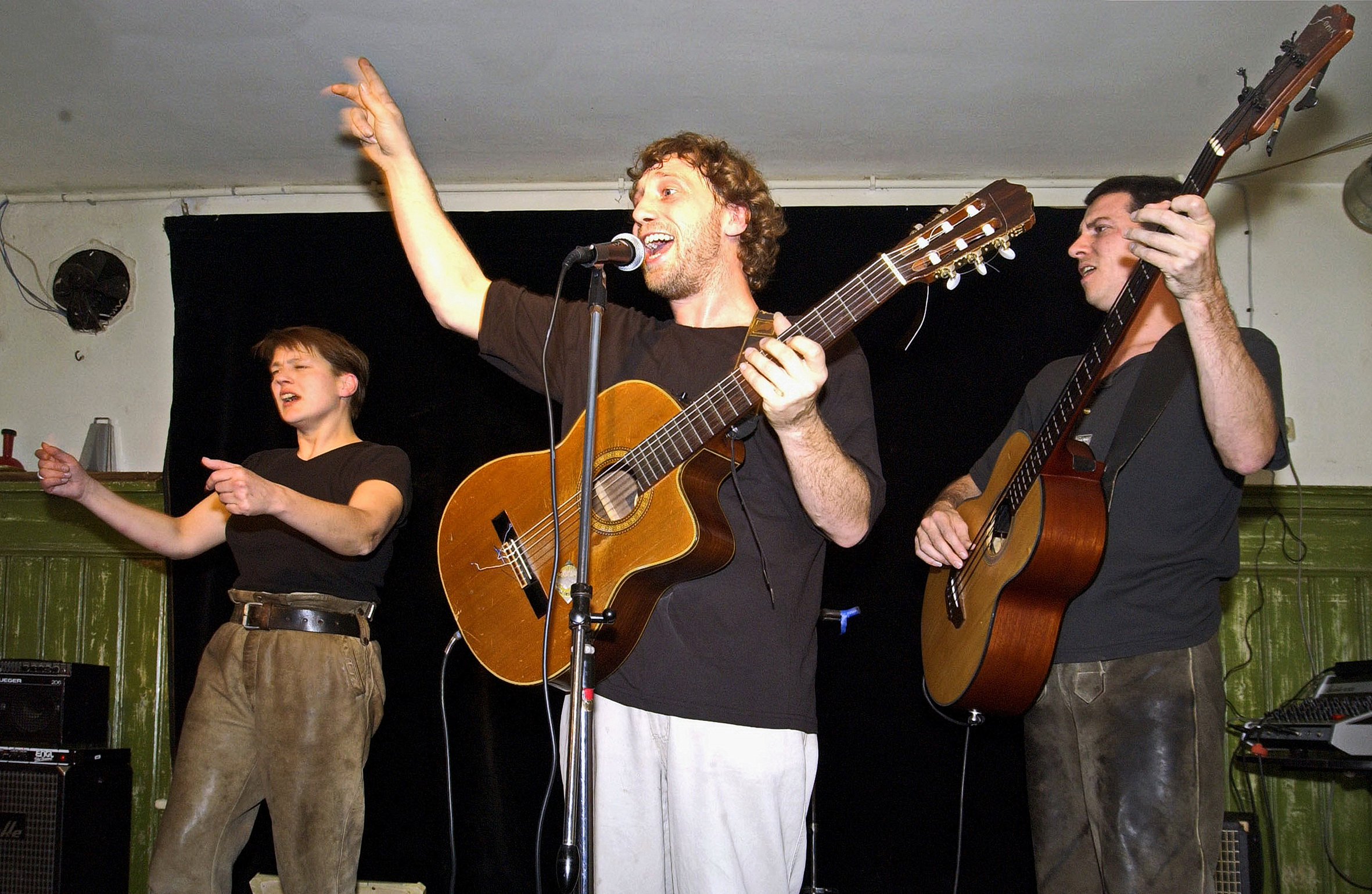
Les Derhosn mit Michaila Kühnemann, Michi Marchner und Martin Lidl (von links nach rechts) im Theater im Fraunhofer, 2001

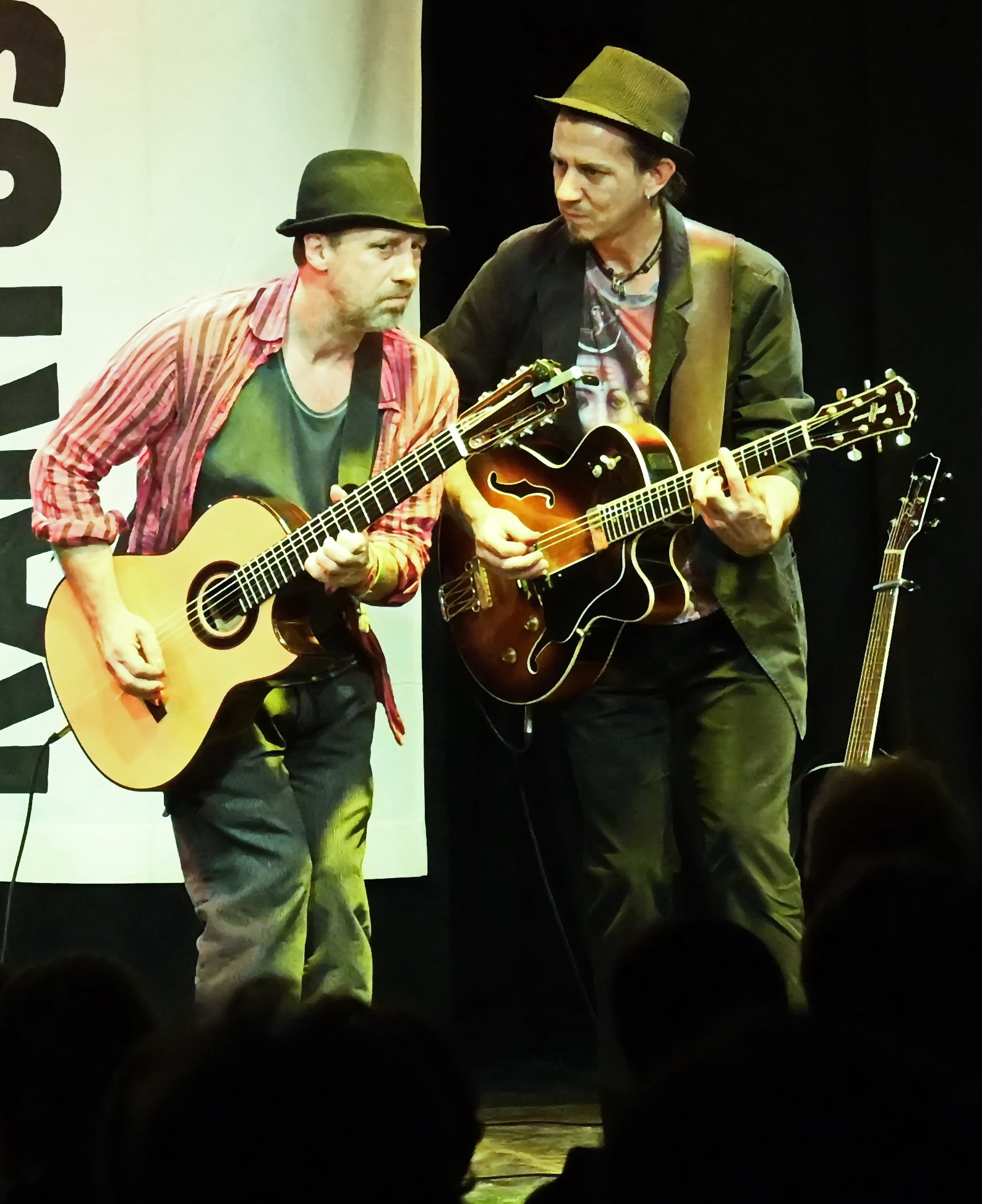
Les Derhosn mit Michi Marchner und Martin Lidl, 2018

Les Derhosn ist eine Münchener Kabarettmusikgruppe, die seit 2007 als Duo auftritt.

## Geschichte
Die Gruppe wurde 1987 als Straßenmusik mit Schlagzeug und Bass gegründet. Bereits ein halbes Jahr nach der Bandgründung stieg der Schlagzeuger aus. Nachdem ein neuer gefunden wurde, stieg Anfang der 1990er Jahre der Bassist der Gruppe aus, der zuvor der Band noch ihren Namen gab (ein Wortspiel mit dem Begriff Lederhosen). 
Les Derhosn treten nicht nur in Deutschland, sondern auch in Österreich und der Schweiz auf. Seit 1996 treten Les Derhosn zusammen mit Helmut Schleich mit dem Doppelprogramm Les Derhosn meets Helmut Schleich auf. Als Musikkabarettduo Les Derhosn begeisterten sie im Frühjahr 2015 im GOP Varieté Theater München 16 000 Menschen in 6 Wochen mit Moderation, Musik und Ausschnitten aus ihren Programmen.

## Besetzung
- Michi Marchner (seit 1987; Frontmann und Multiinstrumentalist)
- Martin Lidl (seit 1987; Multiinstrumentalist und zweite Stimme)

### Ehemalige
- Michaila Kühnemann (1992 bis 2007; Sängerin und Multiinstrumentalistin)
- Michael „Mitsch“ Fūrbeck (bis 2000; Bassist)
- „Loisl“ (1987; Schlagzeug)

### Programme
- 1993: Feindbilder
- 1998: Da Boandlgrama
- 2001: Voll unter der Goethelinie
- 2004: The Sound of Kabarett
- 2008: Wenn nicht jetzt, wer dann?
- 2013: Nach uns die Zukunft (Jubel Programm zur silbernen Hochzeit)

## Alben
- 1996: Altlasten
- 1999: Da Boandlgrama
- 2002: Voll unter die Goethelinie
- 2010: Männer sind Helden – vom Alphamann zum Betablocker
- 2017: Nach uns die Zukunft

## Auszeichnungen und Erfolge
- 1994: Kabarett Kaktus[6]
- 1998: Thurn- und Taxis Kabarettpreis[7]
- 2000: Heilbronner Lorbeeren
- 2001: Obernburger Mühlstein (Jury- & Publikumspreis)[8]
- 2002: Publikumspreis des Goldenen Kleinkunstnagels

Zudem wurde Les Derhosn 2004 zum Prix Pantheon nominiert.